# 孙政才
孙政才（1963年9月25日—），山东荣成人，原中国共产党和中华人民共和国政治人物，原副国级领导人。莱阳农学院（现青岛农业大学）农学系毕业，中国农业大学农学博士，研究员（正高级职称）。1988年7月加入中国共产党，中共第十七、十八届中央委员，第十八届中共中央政治局委员，历任农业部部长、中共吉林省委书记、中共重庆市委书记等职务。
2017年7月14日，中共中央决定孙政才调离重庆市委书记岗位，由中央纪委对其进行纪律审查、开展组织谈话。同月24日，新华社发布消息指孙政才涉嫌严重违纪，中央政治局会议决定由中共中央紀委对其立案审查。2017年9月29日，中共中央决定给予孙政才开除党籍、开除公职处分，将孙政才涉嫌犯罪问题及线索移送司法机关依法处理。孙政才在被处分之前，曾經与同年出生的政治局委员胡春華，一齊被視為第十九届中央政治局常委（第六代中共领导人）的热门人选。
2018年2月13日，孙政才涉嫌受贿一案由最高人民检察院侦查终结，经依法指定管辖，移送天津市人民检察院第一分院审查起诉，由第一分院向天津市第一中级人民法院提起公诉。天津一中院于4月12日对孙政才案开庭审理，该院于5月8日一审宣判，孙政才因受贿罪被判无期徒刑，剥夺政治权利终身，并处没收个人全部财产，对其受贿所得财物及孳息予以追缴。孙政才当庭表示不上诉。

## 生平

### 早年经历
1963年9月，孙政才出生于山东荣成虎山镇五龙嘴村，小学就读于本地的五龙嘴小学，在校期间爱好篮球，是学校篮球队的中锋。中学阶段即赴荣成城区的学校学习，高中就读于荣成十三中（现荣成四中）。
1980年，孙政才高中毕业，作为其所在班级考取大学的三四人之一进入山东莱阳农学院农学系学习；1984年本科毕业后参加研究生考试，进入北京市农林科学院，由北京市农林科学院和原北京农业大学共同培养，攻读作物栽培与耕作学专业硕士学位，师从玉米种植专家陈国平；1987年硕士毕业后，留在北京市农林科学院工作；历任作物所研究室副主任（1987－1993）、土肥研究所所长（1993－1994）、副院长（1994－1995）；1990年至1997年间以农学专业在职研究生身份就读于中国农业大学，期间曾于1991年作为访问学者赴英国洛桑试验站进修；1995年升任常务副院长、院党委副书记，主持工作；1997年获农学博士学位，同年因科研成就获得国务院特殊津贴。

### 早期仕途
1997年，根据当时的中央人才选拔计划，北京市决定派孙政才到郊区县政府任副职，具体地区可自主选择。孙政才选择赴顺义县（现顺义区）就职，被任命为中共顺义县委副书记、代理县长，开启从政之路。此后，他一直在顺义工作，历任顺义县县长、顺义区区长和区委副书记、书记。
2002年5月，中共北京市第九次黨代會召開，中共北京市委进行换届选举。根據規定，孫政才被中共北京市委列入市委常委差額人選當中，市委將孫政才增為候選人。時年39歲的“年輕有為”的孫政才以差額的身份成為“黑馬”，意外當選北京市委常委，並顶掉了时任市委常委、市委宣传部长蒋效愚，以黑马姿态当选市委常委。2002年11月，北京市領導班子人員發生變動，時任北京市委書記的贾庆林升任中共中央政治局常委，刘淇接替賈慶林任市委書記；同时，孫政才出任中共北京市委秘書長、兼市直机关工委书记。
在北京市委工作期间，孙政才历经贾庆林、刘淇两任市委書記及孟学农和王岐山两任市长。

### 晋升正部
2006年12月，在第十届全国人大常委会第二十五次会议上，根据国务院总理温家宝的提名，被任命为农业部部长，时年43岁的孙政才是当时温家宝内阁最年轻的部长，有“少帅部长”之称。2009年11月，出任中共吉林省委书记；自2010年1月起，兼任吉林省人大常委会主任。在主政吉林期间，孙政才提出建设“五大一强”的发展战略，即把吉林建成粮食、牧业、林业、北方特产业、农产品加工业大省和农村经济强省；并规划吉林构建现代农业产业、基础保障、科技创新、制度支撑“四个体系”，推进向现代农业、向科技支撑、向提高物质装备技术水平、向产业化经营和合作经营等方面的转变。同时，在政务公开方面其主政下的吉林亦有创新之举。2010年11月，吉林省推进人事制度改革，通过面向《人民日报》、新华社等多家官方媒体由当时的10名中共吉林省委常委公开从84位候选人当中投票选拔42名副厅级官员。在此番公选中，吉林省内共安排1262个厅处科级职位面向社会公选，吸引来自海内外两万余人参与报名，创吉林省历史之最。候选者笔试及面试阶段，媒体均可以参与采访及录像。

### 成功入局
2012年11月15日，在中共十八届一中全会上与同龄的胡春华一同当选中共中央政治局委员，同时，49岁零51天的孙政才也成为中国自改革开放以来最年轻的政治局委员；11月20日，接替升任中央政治局常委的张德江，兼任中共重庆市委书记。《纽约时报》分析指，如果胡春华和孙政才在2017年中共十九大后成功进入中央政治局常委会，那么他们将在2022年竞争党内的两个最高职务，赢得这两个职务意味着，他们会被委以两个党政的最高职务——中共中央总书记和国务院总理。孙政才主政重庆期间，认为重庆是处于欠发达阶段的欠发达地，集大城市、大农村、大山区和大库区于一体地区；破题的关键在于重新划分重庆功能区域，为此提出提出了“五个功能区”战略。2013年5月，孙政才在《求是》撰文解释说，治渝的突破点在于科学划分功能区域，“紧紧扭住重庆经济社会发展的主要矛盾和矛盾的主要方面，就要在统筹城乡区域协调发展上花大力气、下真功夫”，“要科学划分功能区域、明确区县功能定位，引导区域差异化发展、协调发展”。2015年的全国两会上，孙政才表示，重庆要致力打造内陆开放高地。2017年5月24日，在中共重庆市第五届委员会第一次全体会议上，孫政才再度當選為中共重庆市委书记。

### 腐败被查
2017年2月，中央巡视组就巡視“回頭看”情況向重慶市委書記孫政才及重慶市黨政領導班子做反饋，其間嚴厲批评重庆党政领导层“带病提拔”干部，市内“党的领导弱化，担当意识不强”，学习贯彻“习近平总书记系列重要讲话精神”有差距，清除“薄、王”遗毒不够彻底。孫政才回应批评表示要深入学习贯彻习近平总书记关于巡视工作的重要讲话精神，坚决维护以习近平为核心的党中央权威和党中央集中统一领导，全面贯彻落实习近平总书记视察重庆時的重要讲话精神。這一度被輿論視作是對孫政才的“政治警告”，也是其不再是受青睞的中共領導層接班人選的信號。而在孙政才落马后，中央纪委通报显示，中央巡视组在巡视重庆过程中，也陆续收到了关于孙政才的问题线索。
2017年7月13日，孙政才赴京參加于14至15日舉行的全國金融工作會議，會議期間即被中央纪委留置在京西宾馆进行纪律审查、开展组织谈话，再未返渝。15日晚《新闻联播》播送全国金融工作会议时，剪去了镜头扫过孙政才时的画面。15日，中共中央宣布，免去孙政才的中共重庆市委书记、常委、委员职务，由贵州省委书记陈敏尔接任，后者被视为总书记习近平的亲信。在此番交接大會的官方通報中，代表中共中央通報任命案的中央組織部部長趙樂際以及孫的接任者陳敏爾在肯定歷屆中共重慶市委及市政府工作的同時，都刻意迴避了對孫政才的任何討論。而官方新华社發佈的這一人事消息稿中同樣並未提到對孫“另有任用”，而孫政才不合常規地缺席了重慶市領導幹部會議，一系列現象也引起了傳媒的關注。香港《蘋果日報》當日即報道稱在交接大會上，赵乐际向在場的廳局級以上官員透露了因孫涉嫌違紀中共中央決定將其調離重慶進行談話調查。有媒體報道稱，同時被留在北京“配合調查”的還有其司機、秘書、警衞人員等，而夫人胡穎也同時被有關當局帶走。在孫被立案審查消息公佈同日，中共重慶市委宣傳部即下令屬下媒體“立即清除”所有與孫相關的文字、視頻。
此後，共同社引述其消息來源指孫確系接受中纪委调查中。同時，路透社亦引述其信源指孫因“涉嫌嚴重違紀”“嚴重違反政治紀律”正在接受調查當中。有媒體分析稱，孫落馬或是受其妻胡穎涉民生银行原行长毛晓峰案和令计划案以及重慶市公安局原局長何挺與副市長沐华平遭查的影響，但也有聲音認為孫是因早年在任中共北京市委秘書長期間與時任市委書記刘淇合流對劉的政敵、時任副書記兼市長的王岐山進行惡意攻訐而一向與王不睦所導致。7月24日傍晚六時，新华社正式发布消息，由于孙政才涉嫌严重违纪，中共中央决定由中共中央紀委对其进行立案审查，成为2012年中共十八大以来第一位被调查的在任中央政治局委员。
孙政才被立案审查后，中共党报《人民日报》发表评论员文章《用铁的纪律从严治党》。新华社也发表署名“辛识平”的评论文章《零容忍彰显全面从严治党》。与此前有较高级别官员宣告落马时的官方论调相同，两篇官方评论均表示查处孙政才表明了以习近平为核心的中共中央坚持党要管党、全面从严治党的鲜明态度和坚定决心，充分体现中共坚持在纪律面前人人平等的原则，充分说明全面从严治党、加强党风廉政建设和反腐败斗争永远在路上。中共各省级行政区党委亦纷纷召开会议表示拥护中共中央对孙政才立案审查，中共重慶市委當晚即召開常委會擴大會議，表態擁護中央決定，堅決擁護中央權威及統一領導，認為這一決定有利於做好重慶發展改革穩定各項工作。次日，重庆市政府、市人大常委会、市政协党组均召开了会议，强调把思想行动统一到中共中央的决定上来，與以習近平為核心的黨中央保持高度一致，同時做好各項本職工作。同時，重慶全市上下各市級黨政機關、區縣、企業、高校亦都傳達了重慶市委擴大會議的精神。此外，孙政才曾任职的吉林省、农业部以及北京市也都表态擁護中共中央的决定。
2017年9月29日，中共中央决定给予孙政才开除党籍、开除公职处分，将孙政才涉嫌犯罪问题及线索移送司法机关依法处理，给予其开除党籍的处分，待召开中央委员会全体会议时予以追认。孙政才被双开后，曾任职的北京、吉林、重慶、農業部均表態擁護中共中央的决定，並與孫划清界限。9月30日，重庆市人大常委会决定罢免孙政才的第十二届全国人大代表职务。2017年10月14日，中共十八届七中全会确认了中央政治局之前作出的给予孙政才开除党籍处分。2017年11月20日，《重庆日报》发文指“薄熙来自立旗帜、标新立异，搞独立王国；孙政才懒政怠政、欺上瞒下，消极应付中央决策部署。这些严重违反党的政治纪律和政治规矩的行为，给党和人民事业带来严重危害，对重庆造成恶劣影响。当前要清除孙政才恶劣影响和肃清‘薄、王’思想遗毒，要做到在思想上划清界限，工作上纠正偏差，影响上肃清余毒。”
香港《争鸣动向》合刊10月号报道，孙政才在接受中纪委调查期间交代“较好”，但问题严重。报道指，孙政才曾经写信给中央，希望免于刑事起诉；如果无法避免，则请求判处缓刑，到西北或西南搞农业专项。
2017年11月4日，第十二届全国人民代表大会常务委员会第三十次会议宣布，终止孙政才的第十二届全国人大代表资格。12月11日，最高人民检察院宣布对孙政才采取强制措施并进行立案调查。
2018年1月19日，《重庆日报》刊发文章《1亩辣椒当5亩 无中生有贫困户“被脱贫”》，首次披露孙政才具体问题。文章首次点出了孙政才在脱贫攻坚领域，没有贯彻中央指示，而是为了个人政绩盲目赶进度。
2018年2月13日，中华人民共和国最高人民检察院发布消息称：孙政才涉嫌受贿一案，已由最高人民检察院侦查终结，经依法指定管辖，移送天津市人民检察院第一分院审查起诉，由第一分院向天津市第一中级人民法院提起公诉。天津市人民检察院第一分院起诉指控称：“孙政才利用其担任中共北京市顺义区委书记、北京市委常委、市委秘书长、农业部部长、中共吉林省委书记、中央政治局委员、重庆市委书记等职务上的便利，为他人谋取利益，非法收受他人巨额财物，依法应当以受贿罪追究其刑事责任。”
2018年2月，中共中央办公厅在下发给各地的《关于对孙政才涉嫌犯罪提起公诉的情况通报》中称，“孙政才政治野心和个人私欲极度膨胀，‘十个必须’条条触犯，‘七个有之’样样皆占，腐化堕落、触犯法律，是党的十八大后仍然不收敛、不收手，问题严重突出、群众反映强烈、占据重要岗位的腐败分子典型，严重损害党的形象，严重损害国家利益，严重损害法律尊严，必须依法予以严惩”。孙政才任职过的农业部、吉林省和重庆市纷纷召开会议，组织领导干部学习通报。
2018年4月12日，天津市第一中级人民法院一审对孙政才案公开开庭审理。法院审理查明，孙政才利用担任北京市顺义区委书记、北京市委常委、市委秘书长、农业部部长、吉林省委书记、中央政治局委员、重庆市委书记等职务上的便利，为有关单位和个人在工程承揽、企业经营、职务调整等事项上提供帮助，单独或者伙同特定关系人非法收受他人给予的财物，共计折合人民币1.7亿余元。审判结果于5月8日公布，孙政才因受贿罪被判无期徒刑，剥夺政治权利终身，并处没收个人全部财产；对孙政才受贿所得财物及孳息予以追缴。孙政才在宣判后当庭表示，自己真诚地认罪、悔罪，接受法院的判决，不上诉，将认真接受改造。

### 政治斗争
2017年10月19日，中国证监会主席刘士余在中共十九大第二天进行分组讨论「习近平代表第十八届中央委员会向大会作的报告」的会议上，先是对习近平出任总书记五年来的政绩给予称赞，接着公开指责薄熙来、周永康、令计划、徐才厚、郭伯雄、孙政才等人“在党内位高权重，既巨贪又垢腐，又阴谋篡党夺权”。
亦有评论认为习近平打倒孙政才又打压另一位热门第六代接班候选人胡春华是为自己在2022年中共二十大上连任第三届总书记，长期执政作准备。香港《苹果日报》认为，起诉孙政才意在敲打孙背后的老领导，令他们不敢轻举妄动。

## 負面傳聞及争议

### 对上输送利益
孙政才将北京顺义价值几十亿的地皮以极低价格输送给总理温家宝夫人张蓓莉，不仅受到张蓓莉认可，也得到温家宝的大力提拔，并获得中共十七大中央委员资格。此事仍有争议。后来再任中共吉林省委书记，也是得到温家宝的鼎力支持。之后2012年中共十八大召开，即将任期届满的温家宝又将孙政才拉入政治局，讓孙政才将来接自己的班。2018年2月，《纽约时报》报道，孙政才和温家宝家族利益关系密切的段伟红有过交往，段伟红在十九大前夕已经被扣押。

### 被控政治阴谋
在2017年9月底起于北京展览馆举办的主题为“砥砺奋进的五年”大型成就展上，官方开辟了介绍中共十八大以来反腐败相关内容的展区。其间展板内容亦有提及孙政才，将其与已落马的周永康、薄熙来、郭伯雄、徐才厚、令计划并列，指其为“政治问题和经济问题交织的腐败分子”，属“重大政治隐患”。
在官方媒体新华社于中共十九大结束后发布的题为“党的新一届中央领导机构产生纪实”的新闻通讯中披露，中共十七大、十八大在确定中共高层党和国家领导人选方面探索采取了会议推荐的方式，但由于过度强调票的分量，导致有党员领导干部在会议推荐过程中简单“划票打勾”，导致投票随意、民意失真，甚至投关系票、人情票。该段段末称，周永康、孙政才、令计划等就曾利用会议推荐进行拉票贿选等非组织活动。

### 與王岐山不睦
2002年11月至2006年12月，孫政才担任中共北京市委秘書長，同时期的北京市委書記为刘淇。2003年4月，王岐山接替因SARS事件引咎辭職的孟学农出任副書記兼市長。傳媒報道稱，孫政才在任市委秘書長期間，“結構性地站在市委書記一邊”，與王岐山頗為不睦。

### 孫妻疑涉他案
在全國政協原副主席、中共中央办公厅原主任令计划與同樣身為全國政協副主席的中共江西省委原書記苏荣涉嫌違紀遭查后，傳媒報道稱二人妻子均參與了民生銀行的“高官夫人俱樂部”。有傳媒報道指孫政才妻子胡穎也在民生銀行有兼職，與令妻谷丽萍、蘇妻于麗芳都是該“俱樂部”的核心成員。
另有媒體報道稱，全國工商聯副主席、民生銀行前董事長董文標于2015年9月因涉戴相龙案而借參加國際金融會議之名出逃日本。由於被公安當局列入邊控名單，董在北京首都国际机场遭扣留。董遂聯繫孫妻胡穎，並借此經由她聯係上了孫政才與中央政治局委員、中央統戰部部長孙春兰，要求其出面擔保。兩名中央政治局委員后聯繫全國工商聯主席全哲洙，全哲洙於是向公安部邊防管理局、北京市出入境管理局出示擔保傳真，董最終得以被放行登機赴日，至今仍未返回中國。

### 疑收美企贿赂
有報道稱，孫政才在任農業部部長的2009年間曾訪問美國，期間乘坐了由美國农业科技公司孟山都提供的專機去看望在康奈尔大学留學的女兒。有聲音質疑稱孫或接受了該美國企業的賄賂，僅憑孫與妻子的合法收入恐難以支持其女每年高達七、八萬美元的教育費用。

### 佩戴名表事件
网民通过搜集孙政才不同时期的官方宣傳照片，鉴定出孙政才曾佩戴过至少十块名贵手表，因此戲稱他为“大表叔”。事發后，有關當局在互聯網上刪除了關於此事的負面資訊，社交媒體還將「孫政才」、「表叔」等設置為敏感詞，禁止搜索。

### 处罚重庆媒体
重庆电视台2013年12月报道当地一名十岁女孩将1岁半的男婴从电梯后带走，从25楼摔下的惨剧引起社会讨论，时任重庆市委书记孙政才对此报道不满，理由是破坏重庆形象，“有辱重庆名声”。重庆电视台的“天天630新闻”栏目两负责人被停职，重庆卫视副总丁道谊被责令做书面检查，此外，《重庆晚报》也因跟进该报道被处罚。

### 沉迷网络游戏
有媒体称孙政才沉迷于腾讯手机游戏《王者荣耀》，曾多次在工作会议开始前沉迷游戏，车外有十多人等着，他却“一局不结束不下车”。网民讥讽“孙政才是沉迷王者荣耀级别最高的领导人”。

### 包養多名情婦
1998年孙政才担任北京市顺义区区长时，结识了“牵手”果蔬汁品牌创办人刘凤洲。她从北京、吉林、重庆一路追随不断升官的孙政才，生意越做越大，组建起商业王国，其中在重庆便插手多个重大通信、市政工程项目，如“融信通”项目、红岩村桥隧项目。刘凤洲信奉佛教，曾依照道士的建议送给孙政才一套龙袍，保佑孙政才仕途和更进一步。
黃苏支是江苏南通人，履历模糊，自称伦敦大学学院硕士学位毕业，曾供职于摩根士丹利伦敦办公室科技部门工作。身边人认为，她的英文水平并没有流利到能在外资投行工作的地步，但长于营销。黄苏支利用孙政才的关系，在重庆市操纵跨境支付清算公司“亿赞普”和“钱宝科技”。
由於和原配胡颖僅育有一女，孫政才飽受膝下無子的困擾，遂在重慶市公安局局長何挺的安排下養起情婦，生下不少私生子，不僅挪用公款外，甚至為情婦在香港的空殼公司提供10億人民幣的「一帶一路」資金。

### 政治斗争
有评论认为习近平打倒孙政才又打压另一位热门第六代接班候选人胡春华是为自己在2022年中共二十大上连任第三届总书记，长期执政作准备。香港《苹果日报》认为，起诉孙政才意在敲打孙背后的老领导，令他们不敢轻举妄动。

## 家庭
夫人胡穎，1964年生，於1986年至1993年任北京师范学院分院助教、講師，1993年至2004年任首都师范大学副教授，其中2002年至2003年期間在美國伦斯勒理工学院做訪問學者。其擁有北京理工大学應用力學專業博士學位，教授職稱。根據中國民生銀行一份遭披露的「高管介紹」文件，胡于2005年加入中國民生銀行股份有限公司。曾任中國民生銀行股份有限公司金融學院籌備組副組長，於2005年至2011年任中國民生銀行股份有限公司培訓學院副總經理。現時則擔任民生銀行監委，以北京民生財富學院執行院長、民生文化國際交流中心總經理的頭銜參與社會活動。
兩人育有一女，就讀于美國康奈尔大学。